# برج الساعة (إزميد)
برج الساعة (بالتركية:İzmit Saat Kulesi) في إزميد، تركيا هو واحد من العديد من أبراج الساعة التي بنيت في جميع أنحاء الدولة العثمانية نتيجة المرسوم الذي أرسل إلى حكام المقاطعات لإحياء الذكرى 25 لاعتلاء السلطان عبد الحميد الثاني عرش الدولة العثمانية.